# Poljanica Bistrička
 Poljanica Bistrička  falu Horvátországban Krapina-Zagorje megyében. Közigazgatásilag Máriabesztercéhez tartozik.

## Fekvése
Zágrábtól 28 km-re, községközpontjától 3 km-re északkeletre a megye keleti részén, a Horvát Zagorje területén fekszik.

## Története
A településnek 1857-ben 431, 1910-ben 905 lakosa volt. Trianonig Zágráb vármegye Stubicai járásához tartozott. 2001-ben 431 lakosa volt.

## Nevezetességei
Szűz Mária Isten anyja tiszteletére szentelt temploma a Vinski vrh nevű magaslat tetején, a falu felett található. A templom a 17. századi hajó és szentély, valamint a 18. századi harangtorony harmonikus együttese, amelyet a 19. és 20. században újítottak fel. A templom a Máriabeszterce felé vezető zarándokút mentén található. Az 1622-ből származó történeti források ezen a helyen egy fából készült kápolnát említenek, amelyet az 1677-es egyházi vizitáció szerint téglára cseréltek. A templom térszerkezetét ma egy téglalap alakú hajóból, ötszögletű, a hajónál keskenyebb és valamivel alacsonyabb szentélyből és egy elülső harangtoronyból áll. A templom minőségi barokk berendezéssel rendelkezik. A templom 18. századi orgonáját 1876-ban vásárolták a zágrábi Hefferer cégtől. 1800-ig a templom körül temető volt.